# Пустите ме да га видим
Пустите ме да га видим е първият компилационен албум на Цеца, издаден през 1990 година от PGP RTB. Съдържа 20 песни от периода 1988-1990 г.

## Песни
1. Пустите ме да га видим
2. Ех тешко мени
3. Дођи
4. Лепотан
5. Другарице проклетнице
6. Лако jе теби
7. Не даj ме
8. Буди дечко мој
9. Желим те у младости
10. Цветак зановетак
11. Лудо срце
12. Ципелице
13. Све у своје време
14. То, Мики
15. Очима те пијем
16. Хеј, љубави, љубави
17. Куда журиш
18. Забранићу срцу да те воли
19. Грешка
20. Ја тебе хоћу